# Bosc de Solanelles
El bosc de Solanelles és una pineda del poble de Terrassola, al municipi de Lladurs (Solsonès).